# Арлаускас, Романас
Романас Арлаускас (лит. Romanas Arlauskas, 11 июня 1917, Ковно — 22 сентября 2009, Аделаида) — литовский, советский и австралийский шахматист, гроссмейстер ИКЧФ (1965).
Бронзовый призёр 4-го чемпионата мира по переписке (1962—1965). Серебряный призёр чемпионатов Литвы 1938 и 1943 годов (в 1938 году разделил 2—3 места с С. Дислерисом и опередил его по коэффициенту Бергера, в 1943 году разделил 1—3 места с М. Бирманасом и Л. Абрамавичюсом, в дополнительном турнире занял 2 место). Бронзовый призёр чемпионата Литовской ССР 1941 года. Чемпион штата Южная Австралия 1949 года. В составе сборной Литвы участник неофициальной шахматной олимпиады.
В 1944 году во время наступления Советской Армии уехал сначала в Германию, потом — в Австралию.

## Спортивные результаты
| Год                       | Город               | Соревнование                                                 | + | − | = | Результат | Место |
| ------------------------- | ------------------- | ------------------------------------------------------------ | - | - | - | --------- | ----- |
| 1935                      | Каунас              | Чемпионат Литвы                                              |   |   |   | 4 из 12   | 13    |
| 1936                      | Мюнхен              | Неофициальная шахматная олимпиада (сборная Литвы, 6-я доска) | 4 | 7 | 7 | 7½ из 18  |       |
| 1937                      | Каунас              | Чемпионат Литвы                                              |   |   |   | 5½ из 10  | 5—6   |
| 1938                      | Каунас              | Чемпионат Литвы                                              | 5 | 1 | 5 | 7½ из 11  | 2—3   |
| 1941                      | Каунас              | Чемпионат Литовской ССР                                      | 6 | 1 | 1 | 6½ из 8   | 3     |
| 1943                      | Вильнюс             | Чемпионат Литвы                                              | 7 | 1 | 3 | 8½ из 11  | 1—3   |
|                           | Каунса              | Дополнительный матч-турнир за звание чемпиона Литвы          |   |   |   | 2 из 4    | 2     |
| 1946                      | Бломберг            | Турнир балтийских шахматистов                                |   |   |   |           | 1—2   |
|                           | Аугсбург            | Турнир немецких шахматистов                                  | 6 | 4 | 6 | 9 из 16   | 7     |
| 1947                      | Кирххайм            | Турнир немецких шахматистов                                  | 6 | 6 | 3 | 7½ из 15  | 6—7   |
| 1949                      | Аделаида            | Чемпионат штата Южная Австралия                              |   |   |   |           |       |
| 1951                      | Брисбен             | Чемпионат Австралии                                          |   |   |   |           |       |
| 1971                      | Аделаида            | Открытый чемпионат Австралии                                 |   |   |   | 8½ из 12  | 12—24 |
| СОРЕВНОВАНИЯ ПО ПЕРЕПИСКЕ |                     |                                                              |   |   |   |           |       |
| 1953                      | Чемпионат Австралии | Чемпионат Австралии                                          |   |   |   |           |       |
| 1962 — 1965               | 4-й чемпионат мира  | 4-й чемпионат мира                                           | 4 | 1 | 7 | 7½ из 12  | 3     |